# Helconichia sarria
Helconichia sarria är en stekelart som beskrevs av Barbara Sharanowski och Michael J. Sharkey 2007. Helconichia sarria ingår i släktet Helconichia och familjen bracksteklar. Inga underarter finns listade i Catalogue of Life.